# Staurophlebia reticulata
Staurophlebia reticulata – gatunek ważki z rodziny żagnicowatych (Aeshnidae). Występuje na terenie Ameryki Południowej.